# Евангелос Спанос
Евангелос Спано̀с (на гръцки: Ευάγγελος Σπανός) е гръцки революционер, участник в Гръцката война за независимост.

## Биография
Евангелос Спанос е роден в костурската паланка Хрупища, тогава в Османската империя, днес Аргос Орестико, Гърция. По произход е влах. Работи като шивач. При избухването на Гръцкото въстание се присъединява към въстаниците заедно с по-малкия си брат Стерьос Спанос и сестра си Мария Спану. Оглавява военна част. Пада убит в сражение с турците и частта му е поета от брат му Стерьос.